# Belle Rose
Belle Rose is een plaats (census-designated place) in de Amerikaanse staat Louisiana, en valt bestuurlijk gezien onder Assumption Parish.

## Demografie
Bij de volkstelling in 2000 werd het aantal inwoners vastgesteld op 1944.

## Geografie
Volgens het United States Census Bureau beslaat de plaats een oppervlakte van
13,9 km², geheel bestaande uit land. Belle Rose ligt op ongeveer 4 m boven zeeniveau.

## Plaatsen in de nabije omgeving
De onderstaande figuur toont nabijgelegen plaatsen in een straal van 20 km rond Belle Rose.